# Liohippelates flavipes
Liohippelates flavipes är en tvåvingeart som först beskrevs av Friedrich Hermann Loew 1866.  Liohippelates flavipes ingår i släktet Liohippelates och familjen fritflugor. Inga underarter finns listade i Catalogue of Life.